# Abde ál-Rahmane Mahdzsúb
Abde ál-Rahmane Mahdzsúb (arabul: عبد الرحمن محجوب) (Casablanca, 1929. április 25. – Casablanca, 2011. augusztus 31.) francia válogatott labdarúgó, edző.

## Sikerei, díjai
- OGC Nice
  - Francia kupa: 1953-54
- SO Montpellier
  - Francia másodosztály bajnoka: 1960-61
- Vidad Casablanca
  - Marokkói bajnok: 1965-66